# Автофрадат (флотоводец)
Автофрадат (др.-перс. *Vāta-fradāta) — персидский флотоводец IV века до н. э.
Автофрадат вместе с Фарнабазом возглавил персидский флот в Эгейском море во время Восточного похода Александра Македонского. Имея численное преимущество, персы смогли одержать несколько тактических побед и захватить ряд островов, однако стратегически их действия оказались провальными. Автофрадат с Фарнабазом не смогли перекрыть проливы, что отрезало бы войско Александра от Македонии, а также помешать захвату прибрежных городов. После поражения основного войска Дария III при Иссе персидский флот распался, так как его покинули финикийские и киприотские корабли. Дальнейшая судьба Автофрадата неизвестна.

## Биография
Происхождение Автофрадата неизвестно. Возможно, он был родственником Автофрадата — сатрапа Лидии середины IV века до н. э.
Возможно, он участвовал в подавлении антиперсидского мятежа в Эфесе в 337/336 году до н. э. С началом Восточного похода Александра Македонского в 334 году до н. э. Автофрадат стал одним из военачальников персидского флота в Эгейском море под общим командованием Мемнона Родосского. В 333 году до н. э. во время осады Митилены Мемнон заболел и умер. Перед смертью он передал руководство флотом своему племяннику Фарнабазу и Автофрадату, которым надлежало руководить военными действиями, пока Дарий III не назначит нового флотоводца. Под их началом находилось не менее 250 кораблей — значительно больше, чем было у македонян. Македоняне в спешном порядке были вынуждены создавать собственный флот для противодействия персам. Наместник Македонии Антипатр поручил Протею собрать военный флот на Эвбее и Пелопоннесе. Александр, в свою очередь, назначил Гегелоха и Амфотера военачальниками македонского флота в Эгейском море и выделил им 500 талантов для создания эскадры. Их миссия была крайне важной для успеха всего похода. Персы могли отрезать войско Александра от Македонии, тем самым лишив его возможности получать пополнение. О важности миссии Гегелоха и Амфотера также косвенным образом свидетельствует та громадная сумма, которую Александр выделил для создания флота (до начала Восточного похода в македонской казне было всего лишь 70 талантов). Также принуждение к военной службе экипажей торговых судов, на которое пошли македоняне для создания флота, нарушало условия Коринфского договора с греческими полисами о свободе мореплавания и торговли. Однако в связи с угрозой со стороны Автофрадата и Фарнабаза Александр был вынужден пойти на такой шаг.
После смерти Мемнона Фарнабаз с Автофрадатом энергично повели осаду Митилены и вынудили горожан сдаться. Митиленцы обязались разорвать все договора с македонянами, вновь стать союзниками персов согласно с постановлениями Анталкидова мира и вернуть в свой город ранее изгнанных сторонников персов. Македонский гарнизон смог беспрепятственно покинуть город.
Однако, когда Фарнабаз и Автофрадат вошли в город, они не стали выполнять предварительные договорённости. В городе был расквартирован гарнизон под командованием Ликомеда, а единоличным главой Митилены назначили бывшего изгнанника Диогена. Также персы получили городскую казну и ограбили горожан.
После захвата Митилены Фарнабаз отплыл в Ликию, в то время как Автофрадат продолжил руководить флотом в Эгейском море и захватил несколько островов, которые сохраняли верность македонянам. Возможно, к этому времени относится эпизод с попаданием в плен к Автофрадату македонской гетеры Антигоны, которая отправилась на Самофракию для участия в местных мистериях. Вскоре к Фарнабазу прибыл посланник Дария III Тимонд с приказом передать наёмников для пополнения основного войска персов и возглавить флот. После этого Фарнабаз отправился к Автофрадату. Вместе они отплыли к Тенедосу, чтобы блокировать Геллеспонт и захватить остров. Одновременно они поручили Датаму с десятью триремами отплыть на Кикладские острова, а Аристомену — захватить прибрежные города на Геллеспонте. Фарнабаз с Автофрадатом захватили не только Тенедос, но и Хиос, после чего отправились к Сифносу. Там к ним прибыл спартанский царь Агис III с просьбой помочь в подготовке к войне с Македонией. Автофрадат передал ему 30 талантов и 10 кораблей.
Когда Автофрадат находился на Сифносе, к персам пришло известие о поражении основного войска Дария III при Иссе. После этого их флот стал распадаться. Часть финикийских городов признала власть македонян, а их корабли отплыли домой. Царь Тира Азимилк также покинул Фарнабаза и Автофрадата, чтобы участвовать в защите своего города во время осады македонянами. Также киприотские цари, чьи корабли были частью персидской эскадры, стали переходить на сторону Александра.
Остатки некогда грозного персидского флота могли контролировать лишь несколько островов — Тенедос, Киос, Лесбос и Кос. Македонский флот под командованием Гегелоха и Амфотера получил перевес и вскоре смог покорить все острова, которые сохраняли верность персам. Фарнабаз попал в плен, в то время как имя Автофрадата больше в античных источниках не упоминается. Возможно, он отправился с остатками своего флота на Крит, где собирал силы для войны с Македонией Агис III.

## Оценки
По мнению К. Ю. Белоха, Автофрадат с Фарнабазом не обладали талантами Мемнона, который умер в 333 году до н. э., чтобы выполнить возложенную на них миссию. Несмотря на ряд тактических побед, стратегически их действия были провальными. Автофрадат с Фарнабазом не смогли отрезать Македонию от Азии, перекрыв проливы, что существенно бы ухудшило состояние войска Александра в Азии. Флот, который они выделили для блокады проливов под командованием Аристомена, был разбит Гегелохом. Также персидский флот не смог помешать захвату македонянами прибрежных крупных городов Малой Азии. Автофрадат даже не смог перекрыть контролируемый македонянами морской путь из Чёрного моря в Афины.

### Исследования
- Белох К. Ю. Греческая история: в 2 т. / пер. с нем. М. О. Гершензона; под ред. и со вступ. ст. Ю. И. Семёнова.. — М.: Государственная публичная историческая библиотека России, 2009. — Т. 2: Кончая Аристотелем и завоеванием Азии. — ISBN 978-5-85209-215-1.
- Берве Г. Тираны Греции. — Ростов-на-Дону: Феникс, 1997. — (Исторические силуэты). — ISBN 5-222-00368-X.
- Гафуров Б. Г., Цибукидис Д. И. Александр Македонский и Восток. — М.: Наука, 1980.
- Дройзен И. Г. История эллинизма. История Александра Великого. — М.: Академический Проект, 2011. — 623 с. — (Технологии истории). — ISBN 978-5-8291-1304-9.
- Олмстед А. История Персидской империи / Пер. с англ. А. А. Карповой. — М.: ЗАО Центрполиграф, 2012. — 575 с. — ISBN 978-5-9524-4993-0.
- Холод М. М. Митилена при Александре Великом: путь к демократии под монархической эгидой // Вестник Санкт-Петербургского университета. История. — 2010. — Вып. 4. — С. 36—45.
- Циркин Ю. Б. От Ханаана до Карфагена. — М.: АСТ, 2001. — (Классическая мысль). — ISBN 5-17-005552-8.
- Шахермайр Ф. Александр Македонский. — Ростов н/Д.: Феникс, 1997. — 576 с. — ISBN 5-85880-313-Х.
- Шофман А. С. Восточная политика Александра Македонского / Печатается по постановлению редакционно-издательского совета Казанского университета. Отв. редактор В. Д. Жигунин. — Казань: Издательство Казанского университета, 1976.
- Dandamayev M. A.. AUTOPHRADATES (англ.). iranicaonline.org. Encyclopædia Iranica (17 августа 2011). Дата обращения: 30 апреля 2024.
- Heckel W. Who's Who in the Age of Alexander and his Successors. From Chaironea to Ipsos (338—301 BC) (англ.). — Barnsley: Greenhill Books, 2021. — 554 p. — ISBN 978-1-78438-648-1.
- Ruzicka S. War in the Aegean, 333-331 B. C.: A Reconsideration (англ.) // Phoenix. — Classical Association of Canada, 1988. — Vol. 42, no. 2. — P. 131—151. — doi:10.2307/1088230. — JSTOR 1088230.